# Whitfield (condado de Santa Rosa)
Whitfield es un lugar designado por el censo ubicado en el condado de Santa Rosa en el estado estadounidense de Florida. En el Censo de 2010 tenía una población de 295 habitantes y una densidad poblacional de 27,18 personas por km².

## Geografía
Whitfield se encuentra ubicado en las coordenadas 30°52′25″N 87°4′00″O / 30.87361, -87.06667. Según la Oficina del Censo de los Estados Unidos, Whitfield tiene una superficie total de 10.85 km², de la cual 10.75 km² corresponden a tierra firme y (0.91%) 0.1 km² es agua.

## Demografía
Según el censo de 2010, había 295 personas residiendo en Whitfield. La densidad de población era de 27,18 hab./km². De los 295 habitantes, Whitfield estaba compuesto por el 93.56% blancos, el 0% eran afroamericanos, el 3.05% eran amerindios, el 0% eran asiáticos, el 0% eran isleños del Pacífico, el 2.03% eran de otras razas y el 1.36% pertenecían a dos o más razas. Del total de la población el 4.75% eran hispanos o latinos de cualquier raza.